# Wereldkampioenschappen snowboarden
De wereldkampioenschappen snowboarden zijn tweejaarlijkse kampioenschappen voor snowboarders.
De eerste officiële wereldkampioenschappen snowboarden werden in 1993 georganiseerd door de in 1990 opgerichte International Snowboarding Federation. Deze federatie organiseerde nog drie kampioenschappen in 1995, 1997 en 1999. In 1994 ging ook de internationale skifederatie FIS snowboardwedstrijden organiseren. De FIS organiseerde in 1996 hun eerste WK snowboarden en vanaf de kampioenschappen 1997 steeds tweejaarlijks. Als uitvoerend organisator van het Snowboarden op de Olympische Winterspelen werd de FIS de belangrijkste snowboardfederatie en verloor de ISF aan invloed waarna het in 2002 ook ter ziele ging. Wel werd er in 2002 weer een alternatieve federatie opgericht, de World Snowboarding Federation, die vanaf 2012 ook hun eigen wereldkampioenschappen organiseert.
De absolute top van het snowboarden is vaak afwezig bij de evenementen die door de FIS worden georganiseerd. De concurrentiestrijd tussen de verschillende organisaties is vooral te wijten aan de regels die door de FIS zijn opgesteld, wat betreft de beoordeling van de uitgevoerde sprongen en combinaties. Ook is het voor heel wat snowboarders lucratiever om in actie te komen bij de evenementen die door de World Snowboarding Federation worden georganiseerd.

## FIS

### Edities
| Jaar | Plaats               | Land             |
| ---- | -------------------- | ---------------- |
| 1996 | Linz                 | Oostenrijk       |
| 1997 | San Candido          | Italië           |
| 1999 | Berchtesgaden        | Duitsland        |
| 2001 | Madonna di Campiglio | Italië           |
| 2003 | Kreischberg          | Oostenrijk       |
| 2005 | Whistler             | Canada           |
| 2007 | Arosa                | Zwitserland      |
| 2009 | Gangwon              | Zuid-Korea       |
| 2011 | La Molina            | Spanje           |
| 2013 | Stoneham             | Canada           |
| 2015 | Kreischberg          | Oostenrijk       |
| 2017 | Sierra Nevada        | Spanje           |
| 2019 | Deer Valley          | Verenigde Staten |

### Onderdelen
1. Reuzenslalom (1996-2001)
2. Parallelslalom (1996-heden)
3. Halfpipe (1996-heden)
4. Slalom (1997)
5. Snowboardcross (1997-heden)
6. Parallelreuzenslalom (1999-heden)
7. Big air (2003-heden)
8. Slopestyle (2011-heden)

## ISF

### Edities
| Jaar | Plaats                   | Land             |
| ---- | ------------------------ | ---------------- |
| 1993 | Ischgl                   | Oostenrijk       |
| 1995 | Davos                    | Zwitserland      |
| 1997 | Heavenly Mountain Resort | Verenigde Staten |
| 1999 | Val di Sole              | Italië           |

### Onderdelen
1. Slalom (1993)
2. Combinatie (1993-1997)
3. Halfpipe (1993-1999)
4. Reuzenslalom (1993-1999)
5. Parallelslalom (1995-1999)
6. Snowboardcross (1999)

## WSF

### Edities
| Jaar | Plaats | Land      |
| ---- | ------ | --------- |
| 2012 | Oslo   | Noorwegen |

### Onderdelen
1. Halfpipe (2012)
2. Slopestyle (2012)